# Chanteloup-les-Vignes
Chanteloup-les-Vignes és un municipi francès, situat al departament d'Yvelines i a la regió de Illa de França. L'any 2007 tenia 9.081 habitants.
Forma part del cantó de Conflans-Sainte-Honorine, del districte de Saint-Germain-en-Laye i de la Comunitat urbana Grand Paris Seine et Oise.

## Demografia

### Població
El 2007 la població de fet de Chanteloup-les-Vignes era de 9.081 persones. Hi havia 2.796 famílies, de les quals 609 eren unipersonals (300 homes vivint sols i 309 dones vivint soles), 600 parelles sense fills, 1.234 parelles amb fills i 353 famílies monoparentals amb fills.
La població ha evolucionat segons el següent gràfic:
Habitants censats

### Habitatges
El 2007 hi havia 3.227 habitatges, 2.879 eren l'habitatge principal de la família, 20 eren segones residències i 328 estaven desocupats. 1.249 eren cases i 1.924 eren apartaments. Dels 2.879 habitatges principals, 1.146 estaven ocupats pels seus propietaris, 1.691 estaven llogats i ocupats pels llogaters i 42 estaven cedits a títol gratuït; 140 tenien una cambra, 260 en tenien dues, 584 en tenien tres, 990 en tenien quatre i 904 en tenien cinc o més. 1.490 habitatges disposaven pel capbaix d'una plaça de pàrquing. A 1.330 habitatges hi havia un automòbil i a 901 n'hi havia dos o més.

### Piràmide de població
La piràmide de població per edats i sexe el 2009 era:
| Homes | Edats   | Dones |
| ----- | ------- | ----- |
| 0     | 95 o +  | 4     |
| 0     | 90 a 94 | 12    |
| 12    | 85 a 89 | 24    |
| 28    | 80 a 84 | 40    |
| 48    | 75 a 79 | 44    |
| 44    | 70 a 74 | 64    |
| 96    | 65 a 69 | 92    |
| 176   | 60 a 64 | 136   |
| 236   | 55 a 59 | 168   |
| 332   | 50 a 54 | 244   |
| 396   | 45 a 49 | 420   |
| 252   | 40 a 44 | 416   |
| 260   | 35 a 39 | 316   |
| 296   | 30 a 34 | 332   |
| 292   | 25 a 29 | 272   |
| 490   | 20 a 24 | 435   |
| 504   | 15 a 19 | 520   |
| 492   | 10 a 14 | 512   |
| 396   | 5 a 9   | 428   |
| 392   | 0 a 4   | 324   |

## Economia
El 2007 la població en edat de treballar era de 6.135 persones, 4.261 eren actives i 1.874 eren inactives. De les 4.261 persones actives 3.435 estaven ocupades (1.844 homes i 1.591 dones) i 827 estaven aturades (422 homes i 405 dones). De les 1.874 persones inactives 338 estaven jubilades, 824 estaven estudiant i 712 estaven classificades com a «altres inactius».

### Ingressos
El 2009 a Chanteloup-les-Vignes hi havia 2.987 unitats fiscals que integraven 9.716,5 persones, la mediana anual d'ingressos fiscals per persona era de 14.850 €.

### Activitats econòmiques
Dels 296 establiments que hi havia el 2007, 2 eren d'empreses extractives, 5 d'empreses alimentàries, 3 d'empreses de fabricació de material elèctric, 2 d'empreses de fabricació d'elements pel transport, 24 d'empreses de fabricació d'altres productes industrials, 63 d'empreses de construcció, 55 d'empreses de comerç i reparació d'automòbils, 17 d'empreses de transport, 17 d'empreses d'hostatgeria i restauració, 15 d'empreses d'informació i comunicació, 10 d'empreses financeres, 5 d'empreses immobiliàries, 30 d'empreses de serveis, 36 d'entitats de l'administració pública i 12 d'empreses classificades com a «altres activitats de serveis».
Dels 75 establiments de servei als particulars que hi havia el 2009, 1 era una oficina bancària, 4 tallers de reparació d'automòbils i de material agrícola, 2 tallers d'inspecció tècnica de vehicles, 1 establiment de lloguer de cotxes, 3 autoescoles, 9 paletes, 11 guixaires pintors, 3 fusteries, 6 lampisteries, 10 electricistes, 6 empreses de construcció, 4 perruqueries, 2 agències de treball temporal i 13 restaurants.
Dels 17 establiments comercials que hi havia el 2009, 2 eren supermercats, 2 botiges de menys de 120 m², 3 fleques, 3 carnisseries, 1 una peixateria, 1 una llibreria, 1 una sabateria, 1 una botiga d'electrodomèstics, 1 un drogueria, 1 una perfumeria i 1 una joieria.
L'any 2000 a Chanteloup-les-Vignes hi havia 5 explotacions agrícoles.

## Equipaments sanitaris i escolars
El 2009 hi havia 2 farmàcies i 1 ambulància.
El 2009 hi havia 2 escoles maternals i 5 escoles elementals. Chanteloup-les-Vignes disposava de 2 col·legis d'educació secundària amb 529 alumnes.

## Poblacions més properes
El següent diagrama mostra les poblacions més properes.